# Jeanine Mason
Jeanine Marie Mason (* 14. ledna 1991 Miami, Florida) je americká herečka a tanečnice. Po vítězství páté řady taneční soutěže Umíte tančit?, se začala věnovat své herecké kariéře. Objevila se v seriálech jako Bunheads, Nešika, Námořní vyšetřovací služba: L. A., Kriminálka Las Vegas nebo Big Time Rush. V roce 2017 získala vedlejší roli Dr. Sam Bello v seriálu stanice ABC Chirurgové. Od roku 2018 hraje hlavní roli v seriálu stanice The CW Roswell: Nové Mexiko.

## Životopis
Mason se narodila v Miami na Floridě, ale vyrůstala ve městě Pinecrest. Ve třech letech začala navštěvovat hodiny baletu a flamenca, poté studovala jazz, akrobacii, hip-hop a moderní scénický tanec. Na jaře roku 2014 odmaturovala na Kalifornské univerzitě v Los Angeles.
Její sestra Alexis se zúčastnila konkurzů osmé řady soutěže Umíte tančit? a dostala se do TOP 20 tanečníků.

## Kariéra

### Umíte tančit?
V 18 letech se rozhodla zúčastnit se páté řady americké taneční soutěže Umíte tančit? a stala se nejmladší vítězkou historie soutěže. Prvních pět týdnů soutěže byla spárovaná s tanečníkem Phillipem Chbeebem. Během šestého týdne tančila moderní scénický tanec s Jasonem Gloverem, v choreografii Travise Walla. Později tančila s Brandonem Bryantem, Adem Obayomim, Evanem Kasprzakem a Kaylou Radomski.
Během podzimu 2009 vyjela na turné po Spojených státech s nejlepší dvanáctkou tanečníků soutěže.

### Herecká kariéra
Krátce po vítězství v soutěži Umíte tančit? se vrhla na herectví. Kariéru nastartovala v seriálu stanice Nickelodeon Big Time Rush. V roce 2011 si zahrála roli Bosso v televizním filmu stanice Lifetime The Bling Ring. V roce 2013 získala vedlejší roli Cozzette v seriálu stanice ABC Family Bunheads. Během let 2011 až 2014 si zahrála v seriálech The Secret Life of the American Teenager, Kriminálka Las Vegas, Nešika, Nejsem do tebe blázen nebo Námořní vyšetřovací služba: L. A.. V roce 2017 získala vedlejší roli Dr. Sam Bello v seriálu stanice ABC Chirurgové. V únoru roku 2018 bylo oznámeno, že získala hlavní roli Liz Ortecho v seriálu stanice The CW Roswell: Nové Mexiko. Seriál měl premiéru dne 15. ledna 2019.

## Osobní život
Od roku 2011 chodí s hercem Beau Mirchoffem.

## Filmografie

### Film
| Rok  | Název              | Role             | Poznámky            |
| ---- | ------------------ | ---------------- | ------------------- |
| 2011 | Glassy             |                  | krátkometrážní film |
| 2012 | ¡Understudy!       | Clara Klein      | krátkometrážní film |
| 2014 | Default            | Marcela          |                     |
| 2015 | Stars              | matka Heather    | krátkometrážní film |
| 2016 | The Muddy          | Heili            |                     |
| 2017 | S terčem na zádech | Rebecca Rosinsky |                     |
| 2017 | Waffles            | Gina             | krátkometrážní film |

### Televize
| Rok     | Název                                   | Role           | Poznámky                    |
| ------- | --------------------------------------- | -------------- | --------------------------- |
| 2010    | Big Time Rush                           | Muffy          | díl: „Big Time Halloween“   |
| 2011    | The Fresh Beat Band                     | Amy            | díl: „Step It Up“           |
| 2011    | Hollywoodské straky                     | Bosso          | TV film (Lifetime)          |
| 2011    | Kriminálka Las Vegas                    | Gween Seligson | díl: „Brain Doe“            |
| 2012    | Hollywoodské sny                        | Natalie        | 2 díly                      |
| 2013    | Bunheads                                | Cozzette       | 7 dílů                      |
| 2013    | he Secret Life of the American Teenager | Bebe           | díl: „Money for Nothin'“    |
| 2013    | Closer: Nové případy                    | Heather        | díl: „Návnada“              |
| 2014    | Delirium                                | Hana Tate      | neprodaný pilotní díl (Fox) |
| 2014    | Nešika                                  | Shayne         | díl: „Prison Breaks“        |
| 2014    | Nejsem do tebe blázen                   | Dana           | díl: „Equally Dead Inside“  |
| 2014    | Námořní vyšetřovací služba: L. A.       | Bonnie Flores  | díl: „Stín“                 |
| 2016    | Of Kings and Prophets                   | Merav          | hlavní role, 9 dílů         |
| 2017    | Searchers                               | Juniper        | TV film                     |
| 2017    | Ride Overshare                          | Natalie        | díl: „Natalie“              |
| 2017    | Daytime Divas                           | Nick           | 2 episodes                  |
| 2017    | Myšlenky zločince                       | Helen Pierce   | díl: „To a Better Place“    |
| 2017–18 | Chirurgové                              | Dr. Sam Bello  | vedlejší role, 12 dílů      |
| 2019–22 | Roswell: Nové Mexiko                    | Liz Ortecho    | hlavní role                 |

### Internet
| Rok  | Název                  | Role          | Poznámky |
| ---- | ---------------------- | ------------- | -------- |
| 2010 | Grey's Anatomy: B-Team | Dr. Sam Bello | 3 díly   |